# Dartos
Dartos är ett lager glatt muskulatur som finns under huden på pungen.

## Skillnader mellan könen
- Hos män kallas lagret tunica dartos och ligger under huden på pungen. Hos äldre män förlorar muskeln sin spänst och blir mjukar och hänger längre ned.
- Hos kvinnor är motsvarande muskelfibrer mindre utvecklade och kallas dartos muliebris. Muskeln är belägen under skinnet vid labia majora (vulvan).